# شهرستان ژونگیانگ
شهرستان ژونگیانگ (به لاتین: Zhongyang County) یک شهرستان‌های جمهوری خلق چین در چین است که در لولیانگ واقع شده‌است.